# Moonlight (NCT DREAMの曲)
「Moonlight」（ムーンライト）は、2024年6月5日にavex traxから発売された韓国のアイドルグループ・NCT DREAMの日本2ndシングル。

## 概要
- 日本デビューシングル「Best Friend Ever」より約1年4ヶ月ぶりとなる日本オリジナルシングル。
- タイトル曲「Moonlight」と、B面曲「Stupid Cupid」の2曲が収録されている。

## プロモーション
- 5月8日、タイトル曲「Moonlight」を先行配信した[7]。
- 5月11日よりスタートしたワールドツアーの日本公演「2024 NCT DREAM WORLD TOUR <THE DREAM SHOW 3 : DREAM( )ESCAPE> in JAPAN」にて、タイトル曲「Moonlight」を披露した[8]。
- 6月5日、タイトル曲「Moonlight」のミュージックビデオを公開した[9]。

## 収録曲
1. Moonlight [3:14]
  - 作詞 ：MEG.ME
  - 作曲 ：Rajan Muse（THE HUB）、Noerio (THE HUB)
  - 編曲 ：Rajan Muse (THE HUB)

「またとないこの瞬間を無駄にはしない。今を輝かせよう。」という想いを乗せて、NCT DREAMが歩む青春を等身大に描いた楽曲。
胸を打つような爽やかなメロディーラインに、明るいギターサウンドとドラムが調和したポップジャンルのダンスナンバー。
2. Stupid Cupid [3:25]
  - 作詞 ：Natsumi Kobayashi
  - 作曲 ：Stian Nyhammer Olsen、BB Elliot、Siv Marit Egseth
  - 編曲 ：Stian Nyhammer Olsen、BB Elliot

リズミカルなトラックと中毒性のあるサビが特徴的なヒップホップジャンルの楽曲。

## リリース
- スペシャル盤
- ポスター盤
  - 初回生産限定盤 MARK ver.
  - 初回生産限定盤 RENJUN ver.
  - 初回生産限定盤 JENO ver.
  - 初回生産限定盤 HAECHAN ver.
  - 初回生産限定盤 JAEMIN ver.
  - 初回生産限定盤 CHENLE ver.
  - 初回生産限定盤 JISUNG ver.
- マドラー盤
  - 初回生産限定盤 MARK ver.
  - 初回生産限定盤 RENJUN ver.
  - 初回生産限定盤 JENO ver.
  - 初回生産限定盤 HAECHAN ver.
  - 初回生産限定盤 JAEMIN ver.
  - 初回生産限定盤 CHENLE ver.
  - 初回生産限定盤 JISUNG ver.
- CD通常盤
- 8cmCD盤